# اژتمو
اژتمو (به فرانسوی: Hagetmau) یک کمون در فرانسه است که در لاند واقع شده‌است. اژتمو ۲۸٫۳۷ کیلومتر مربع مساحت و ۴٬۵۶۹ نفر جمعیت دارد و ۱۰۰ متر بالاتر از سطح دریا واقع شده‌است.

## خواهرخوانده
شهر تردسییاس خواهرخواندهٔ اژتمو است.